# Fluxbuntu
Fluxbuntu was een licht besturingssysteem dat gebaseerd was op Ubuntu. Het is evenwel geen officiële vorm van Ubuntu. Het is opensourcesoftware, gebaseerd op de window manager Fluxbox. Fluxbuntu heeft lage systeemeisen, waardoor het geschikt is voor oudere computers, bijvoorbeeld een computer met slechts 64 MB RAM. De laatste versie (7.10) werd uitgebracht op 27 oktober 2007.

## Standaardpakketten
Fluxbuntu bevat de webbrowser Kazehakase en AbiWord als tekstverwerker.

## Versies
- 7.10 Legacy: stabiele versie
- 8.10 Testing: bètaversie
- 9.10 Experimental: alfaversie